# Neophyte (Album)
Neophyte ist das erste Studioalbum der deutschen Elektronik-Band Amnistia. Es wurde in den Koestudios in Leipzig aufgenommen und produziert.

## Titelliste
1. Init – 1:02
2. G.S.W./Rage – 6:02
3. Red Coloured Emotions – 5:04
4. Prosperity – 4:19
5. Headfake – 5:11
6. Tempted – 4:32
7. Self-Defence (Steel-Alloyed Edit) – 5:02
8. Fear (V.2) – 5:49
9. Untitled (1978) – 4:48
10. Mindswitch – 5:12
11. Y.C.B.L. – 7:18
12. However (Good-Bye) – 4:59